# Die Welt ohne Männer
Die Welt ohne Männer ist ein deutsches Stummfilmlustspiel aus dem Jahre 1914 von Max Mack mit Madge Lessing in der Hauptrolle. Die Geschichte basiert auf dem gleichnamigen Bühnenstück (1906) von Julius Horst und Alexander Engel.

## Handlung
Der erste Akt stellt die drei Protagonistinnen vor: Blaustrumpf Augusta, genannt Gusti, ist eine ausgesprochene Männerverächterin und duldet kein maskulines Wesen in ihrem Umfeld, geschweige denn in ihren vier Wänden. Ihre Schwestern Paula und Christel sind von ihrem Männerhass infiziert worden; alle drei sind der festen Überzeugung, dass die Institution Ehe lediglich erfunden wurde, um die Männerherrschaft auf ewig zu festigen, die Frau zu unterdrücken und ihr ihren freien Willen zu  nehmen. Doch eines Tages muss ausgerechnet Gusti, die vehementeste Männerfeindin der Drei, ihre Meinung allmählich revidieren. 
Gusti findet eine Anstellung als Büroleiterin beim Rechtsanwalt Dr. Max Waldeck, der gemeinsam mit seinem Kollegen Dr. Specht eine eigene Kanzlei besitzt, und führt auch hier ein eisernes Regiment. Doch bei aller Vehemenz, mit der sie sich gegen aufkeimende Gefühle für ihren Chef erwehrt, kommt sie nicht umhin zuzugeben, dass jener Dr. Waldeck ihr ausnehmend gut gefällt. Zwar wehrt sich Gusti bis zuletzt, doch aus der Zuneigung zu Max wird allmählich Liebe. Es geschehen noch so manche Irrungen und Wirrungen, ehe sich Gusti und Waldeck in die Arme sinken und schließlich heiraten. Auch die beiden Schwestern überwinden dank einfühlsamer Partner ihren Groll gegenüber Männern und finden für sich den passenden Deckel.

## Produktionsnotizen
Die Welt ohne Männer entstand noch vor dem Jahreswechsel 1913/14 im Vitascope-Filmatelier in Berlin-Weißensee, passierte im Februar 1914 die Filmzensur und wurde am 13. Februar desselben Jahres in Berlins Kammerlichtspielen uraufgeführt. Der Dreiakter besaß eine Länge von rund 1400 Meter.

## Kritiken
Die Kinematographische Rundschau befand: „Madge Lessing, die in der „Blauen Maus“ bereits ihr ungezügeltes Temperament spielen ließ, macht auch hier wieder den ausgiebigsten Gebrauch davon. Sie versteht es ausgezeichnet, der Männerfeindin Gusti den Schmiß zu geben, den der Schwank verlangt, sie wirbelt die Männlein nur so umher, chikaniert, tyrannisiert sie, wendet ihnen grotesk überlegen den Rücken, denn sie haßt alles, was wie ein „Exemplar von degenerierten Mannbild“ aussieht.“
Die Kärntner Zeitung schrieb: „Madge Lessing sorgt in dem Film „Die Welt ohne Männer“ dafür, dass auch der Humor zu seinem Rechte gelangt. Die drei Männerfeindinnen und ihre endliche Bekehrung bietet ein weites Feld für komische Situationen und unglaubliche Verwicklungen.“